# روسكوف
روسكوف هي مدينة من مدن فرنسا. يبلغ عدد سكانها 3,648 نسمة وذلك حسب إحصائيات سنة 2008. تبلغ مساحتها 6 كم².

## أعلام
- آنا فيكرز
- غيليس لو كلارك

## وصلات خارجية
- الموقع الرسمي